# Giuseppe Mazzini
Giuseppe Mazzini (22. juni 1805 i Genova – 10. marts 1872 i Pisa) var en italiensk politiker og revolutionær. Mazzini dannede i 1831 den hemmelige organisation La Giovine Italia som skulle virke for en samling af Italien og dannelsen af en italiensk republik.
Mazzini dannede i 1849 et kortlivet triumvirat sammen med Carlo Armellini og Aurelio Saffi.